# Yemen ai Giochi della XXXI Olimpiade
Lo Yemen ha partecipato ai Giochi della XXXI Olimpiade, che si sono svolti a Rio de Janeiro, Brasile, dal 5 al 21 agosto 2016.

## Atletica
- 1500 m maschili - 1 atleta (Mohammed Rageh)

## Judo
- 73 kg maschili - 1 atleta (Zeyad Mater)

## Nuoto
- 100 m farfalla femminili - 1 atleta (Nooran Ba Matraf)